# Castellar de Santiago
Castellar de Santiago é um município da Espanha na província de Ciudad Real, comunidade autónoma de Castilla-La Mancha, de área  km² com população de 2700 habitantes (2006) e densidade populacional de 22,94 hab/km².

## Demografia

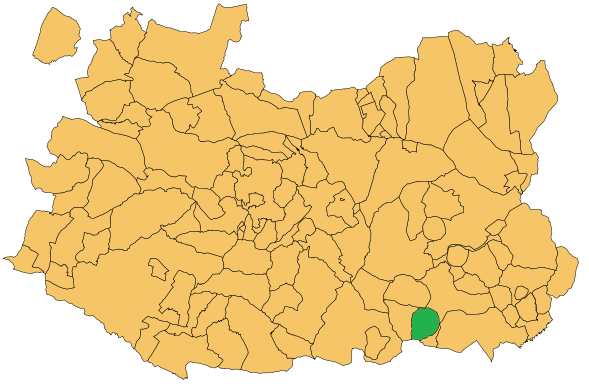
Mapa de localização

| Variação demográfica do município entre 1991 e 2004 | Variação demográfica do município entre 1991 e 2004 | Variação demográfica do município entre 1991 e 2004 | Variação demográfica do município entre 1991 e 2004 |
| --------------------------------------------------- | --------------------------------------------------- | --------------------------------------------------- | --------------------------------------------------- |
| 1991                                                | 1996                                                | 2001                                                | 2004                                                |
| 2359                                                | 2252                                                | 2209                                                | 2190                                                |